# يوليا بيلوكوبيسكايا
يوليا بيلوكوبيسكايا (بالروسية: Юлия Белокобыльская) هي متسابقة جمباز فني روسية سابقة ولدت في يوم 14 ديسمبر 1995م في مدينة روستوف. أبرز إنجازاتها هو فوزها بالميدالية الفضية في بطولة العالم 2011م في طوكيو.